# Уразов, Чутак
Чутак Уразов (30 ноября 1920, Шахринав — 19 июля 1944, деревня Лудза) — Герой Советского Союза (24.03.1945), красноармеец, стрелок 1-й стрелковой роты 375 стрелкового полка (219-стрелковая дивизия, 3-я ударная армия, Второй Прибалтийский фронт), член ВЛКСМ. Чутак Уразов известен благодаря тому, что он в составе группы бойцов во главе со старшим сержантом Хакимьяном Ахметгалиным в бою у посёлка Рундены, расположенного близ латвийского города Лудза, сражался в окружении и удерживал тактически важную высоту с отметкой 144,0 у деревни Сунуплява до подхода советских подразделений.

## Биография
Родился в кишлаке Шулюм ныне Шахринавского района Таджикистана в семье узбекского крестьянина, окончил семь классов. Работал в колхозе. В Красную Армию призван в 1943 году Шахринавским райвоенкоматом Сталинабадской области Таджикской ССР. В действующей армии с сентября 1943 года.

## Участие в Великой Отечественной войне
В РККА Чутак Уразов был призван в январе 1943 года, а уже с сентября на фронте.
В ночь на 18 июля 1944 года с группой из десяти человек, возглавляемой старшим сержантом Хакимьяном Рахимовичем Ахметгалиным, красноармеец Урунбай Абдуллаев был послан за линию фронта.
Около латвийского города Лудза разведывательная группа, оказавшись в окружении, приняла бой с превосходящими силами противника, при этом группа удерживала стратегически важную высоту 144, которая находится около деревни Сунуплява. Многие полагали, что вся группа погибла.
На самом деле один человек выжил: контуженного Урунбая Абдуллаева после боя на высоте 144 взяли в плен гитлеровцы. Остальные, включая Чутака Уразова, героически погибли.

## Награды
Указом Президиума Верховного Совета СССР от 24 марта 1945 года за образцовое выполнения боевых заданий командования на фронте борьбы с немецко-фашистскими захватчиками и проявленное при этом мужество и героизм красноармейцу Чутаку Уразову посмертно присвоено звание Героя Советского Союза.
Награждён орденом Ленина, медалью «За боевые заслуги». Был посмертно удостоен звания «Почётный гражданин города Рига».

## Место захоронения
По другим данным, Герой Советского Союза Уразов Чутак захоронен в д. Бариново Псковской области, в братской могиле. Объект культурного наследия регионального значения «Братская могила воинов Советской Армии, погибших в 1944 г.»